# Amerykańskie Morze Śródziemne

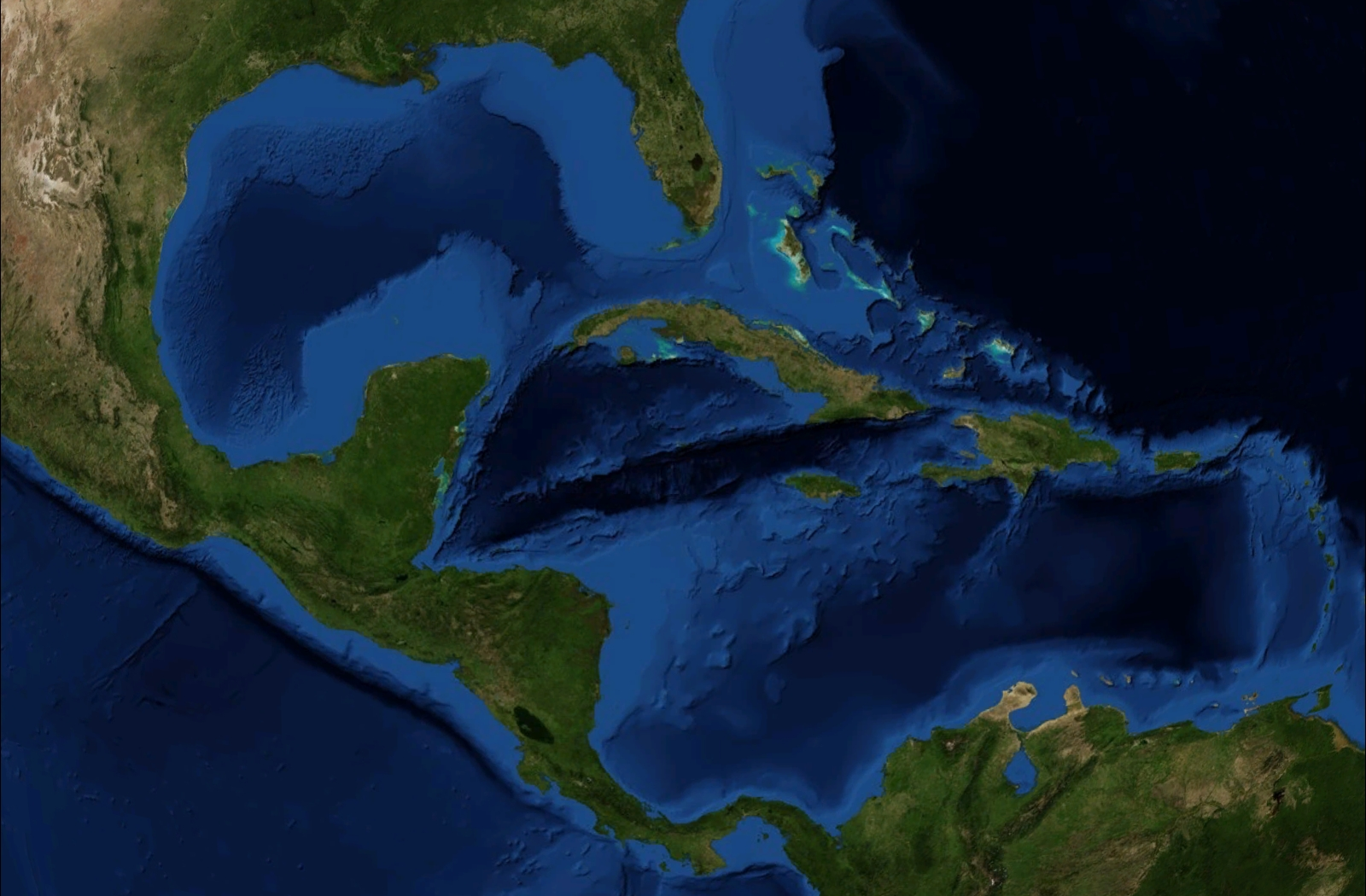
Amerykańskie Morze Śródziemne

Amerykańskie Morze Śródziemne – wody między Ameryką Północną a Południową; w jego skład wchodzą:
- Morze Karaibskie,
- Morze Bahama,
- Zatoka Meksykańska.